# San Diego Mariners
San Diego Mariners var en professionell ishockeyklubb i San Diego, Kalifornien, som spelade i World Hockey Association från 1974 till 1977.

## Historia
San Diego Mariners hemmaplan var San Diego Sports Arena med plats för 12 920 åskådare. Från 1972 till 1974 hade klubben spelat i New York och New Jersey som New York Raiders, New York Golden Blades och Jersey Knights.

### Säsonger
Not: SM = Spelade matcher, V = Vinster, O = Oavgjorda, F = Förluster, P = Poäng, GM = Gjorda mål, IM = Insläppda mål, Utv. = Utvisningsminuter
| Säsong  | SM  | V   | F   | O  | P   | GM  | IM  | Utv. | Grundserie    | Slutspel                                                                                |
| 1974–75 | 78  | 43  | 31  | 4  | 90  | 326 | 268 | 1058 | 2:a i Western | Vann kvartsfinalen mot Toronto Toros Förlorade semifinalen mot Houston Aeros            |
| 1975–76 | 80  | 36  | 38  | 6  | 78  | 303 | 290 | 716  | 3:a i Western | Vann åttondelsfinalen mot Phoenix Roadrunners Förlorade kvartsfinalen mot Houston Aeros |
| 1976–77 | 81  | 40  | 37  | 4  | 84  | 284 | 283 | 834  | 3:a i Western | Förlorade kvartsfinalen mot Winnipeg Jets                                               |
| Totalt  | 239 | 119 | 106 | 14 | 252 | 913 | 841 | 2608 |               |                                                                                         |

Den här artikeln är helt eller delvis baserad på material från engelskspråkiga Wikipedia.